# Limes inferior en limes superior

Voorbeeld van limes inferior en limes superior

In de wiskunde is de limes inferior, kort liminf genoemd, van een rij de kleinste van de limieten van convergente deelrijen. Analoog is de limes superior, kort limsup genoemd, van een rij de grootste van de limieten van convergente deelrijen.
Een willekeurige rij hoeft uiteraard niet te convergeren. Wel kunnen deelrijen convergeren. Van deze convergente deelrijen zijn de liminf en de limsup respectievelijk het infimum ("kleinste") en het supremum ("grootste") van de limieten. In het onderzoek naar de convergentie van een rij spelen de liminf en de limsup een belangrijke rol. Van bepaalde typen rijen bestaan de liminf en de limsup altijd en als beide aan elkaar gelijk zijn, is de rij uiteraard convergent met de gemeenschappelijke waarde als limiet. Beschouwt men de elementen van een rij als een verzameling punten, dan zijn de liminf en de limsup respectievelijk het infimum en het supremum van de verdichtingspunten van de verzameling.

## Definitie
Onder de limes inferior of liminf van een rij {\displaystyle (x_{n})} verstaat men:
{\displaystyle \liminf _{n\to \infty }x_{n}=\lim _{n\to \infty }{\big (}\inf _{m\geq n}x_{m}{\big )}=\sup _{{}^{{}_{n\geq 0}}}\,\inf _{{}_{m\geq n}}x_{m}}
Analoog verstaan we onder de limes superior of limsup van de rij
{\displaystyle \limsup _{n\to \infty }x_{n}=\lim _{n\to \infty }{\big (}\sup _{m\geq n}x_{m}{\big )}=\inf _{{}_{n\geq 0}}\,\sup _{{}^{{}_{m\geq n}}}x_{m}}

Voor liminf en limsup ziet men ook wel de notatie:
{\displaystyle \liminf ={\underline {\lim }}} en {\displaystyle \limsup ={\overline {\lim }}}
Voor een rij reële getallen bestaan de liminf en de limsup altijd, zij het eventueel als {\displaystyle \scriptstyle +\infty } of {\displaystyle \scriptstyle -\infty .}